# Hoplistocerus
Hoplistocerus es un género de escarabajos longicornios de la subfamilia Lamiinae. Fue descrito por Émile Blanchard en 1847.

## Especies
- Hoplistocerus bonsae Lane, 1966
- Hoplistocerus callioides Gounelle, 1906
- Hoplistocerus dichrous Gounelle, 1906
- Hoplistocerus dives Bates, 1875
- Hoplistocerus gemmatus Bates, 1874
- Hoplistocerus iheringi Gounelle, 1906
- Hoplistocerus lanei Zajciw, 1960
- Hoplistocerus prominulosus Lane, 1950
- Hoplistocerus purpureoviridis Lane, 1938
- Hoplistocerus refulgens Blanchard, 1847